# فيليكا دوبرون (زاكارباتسكا)
فيليكا دوبرون (Велика Добронь) هي مدينة في مقاطعة زاكارباتسكا في أوكرانيا.
يبلغ عدد سكانها حوالي 5617 نسمة.